# WiinRemote
WiinRemote är det datorprogram som sköter kommunikationen mellan en dator och en trådlös handkontroll tillverkad av det japanska företaget Nintendo.